# Greatest Hits (альбом Westlife)
Greatest Hits — сборник лучших песен ирландской поп-группы Westlife, записанных в период с 1998 по 2011 годы, издан в 2011 году.
Это последний альбом ирландской команды, уже объявившей о своем распаде после завершения прощального тура, намеченного на весну 2012 года. Greatest Hits вышел 18 ноября 2011 года в Ирландии, 21 ноября пластинка появилась в продаже в Великобритании.

## Общая информация
Greatest Hits станет вторым сборником лучших песен Westlife. Его выход будет первым шагом к прощальному гастрольному туру Westlife, который начнется в мае 2012 года. Вот что по этому поводу сообщил источник, близкий к группе:
Всё это: альбом лучших песен и гастрольный тур — способ поблагодарить преданных поклонников и сказать им: «Ваше здоровье…». В группе нет плохой крови: они все еще остаются добрыми друзьями. Но все хорошее когда-нибудь подходит к концу, и теперь участники группы займутся своими собственными делами.
Помимо прежних хитов группы сборник включает в себя также 4 новые композиции: Lighthouse, Beautiful World, Wide Open и Last Mile Of The Way.
Эти песни были записаны весной-летом 2011 года на студии Джона Шэнкса, вместе с которым музыканты работали над своим предыдущим лонгплеем Gravity.

## Список композиций
Список композиций был обнародован 12 октября 2011 года на официальном сайте группы. Он включает в себя 18 треков в стандартной версии альбома. Deluxe-издание Greatest Hits содержит дополнительный CD, включающий в себя ещё 18 песен, а также DVD с коллекцией видеоклипов группы. Японское издание альбома также включает песню «Over and Out».

### Стандартная версия
1. «Swear It Again»
2. «If I Let You Go»
3. «Flying Without Wings»
4. «I Have a Dream»
5. «Against All Odds»
6. «My Love»
7. «Uptown Girl»
8. «Queen of My Heart»
9. «World of Our Own»
10. «Mandy»
11. «You Raise Me Up»
12. «Home»
13. «What About Now»
14. «Safe»
15. «Lighthouse»
16. «Beautiful World»
17. «Wide Open»
18. «Last Mile Of The Way»

### Deluxe-версия
CD1: Аналогичен стандартной версии альбома

CD2:
1. «Seasons in the Sun»
2. «Fool Again»
3. «What Makes a Man»
4. «When You’re Looking Like That»
5. «Bop Bop Baby»
6. «Unbreakable»
7. «Hey Whatever»
8. «Obvious»
9. «When You Tell Me That You Love Me»
10. «Amazing»
11. «The Rose»
12. «Us Against The World»
13. «What About Now (Live at the O2)»
14. «Uptown Girl (Live at the O2)»
15. «Mandy (Live at the O2)»
16. «Home (Live at the O2)»
17. «Flying Without Wings (Proms In the Park 2011)»
18. «You Raise Me Up (Proms In the Park 2011)»

DVD (Deluxe-версия)
1. «Swear It Again»
2. «If I Let You Go»
3. «Flying Without Wings»
4. «I Have a Dream»
5. «Seasons In The Sun»
6. «Fool Again»
7. «Against All Odds»
8. «My Love»
9. «What Makes A Man»
10. «I Lay My Love On You»
11. «Uptown Girl»
12. «When Your Looking Like That»
13. «Queen Of My Heart»
14. «World Of Our Own»
15. «Bop Bop Baby»
16. «Unbreakable»
17. «Tonight»
18. «Miss You Nights»
19. «Hey Whatever»
20. «Mandy»
21. «Obvious»
22. «Ain’t That a Kick»
23. «Smile»
24. «Angel»
25. «You Raise Me Up»
26. «When You Tell Me That You Love Me»
27. «Amazing»
28. «The Rose»
29. «Home»
30. «Us Against The World»
31. «Something Right»
32. «What About Now»
33. «Safe»
34. «Swear It Again (US Version)»
35. «World Of Our Own (US Version)»

## Синглы
Песня «Lighthouse», за авторством Джона Шэнкса и Гэри Барлоу, стал единственным синглом с альбома Greatest Hits. Релиз сингла в Великобритании состоялся 14 ноября 2011 года. Изначально кандидатом на роль ведущего сингла рассматривалась песня «Beautiful World», написанная Марком Фихили в соавторстве с Джоном Шэнксом. Однако в итоге выбор пал на «Lighthouse». 

«Они [Бэрлоу и Шэнкс] написали „Patience“ для Take That, поэтому мы уверены: у нас есть великолепная команда для новой песни», — заявил в интервью «Daily Star» Марк Фихили. Сингл стал самым неудачным для группы, достигнув лишь 32 строчки в Великобритании. В Ирландии «Lighthouse» остановился на 11 позиции.

## Позиция в чартах
| Страна/Регион  | Высшая позиция в чарте |
| -------------- | ---------------------- |
| Великобритания | 4                      |
| Ирландия       | 1                      |
| Нидерланды     | 64                     |